# Сулхара
Сулхара (рос. Сулхара) — селище Кіжингинського району, Бурятії Росії. Входить до складу Сільського поселення Сулхара.
Населення — 574 особи (2015 рік).